# کنی هالو (تنسی)
کنی هالو (به انگلیسی: Caney Hollow) یک منطقهٔ مسکونی در ایالات متحده آمریکا است که در شهرستان هاردین، تنسی واقع شده‌است. کنی هالو ۱۳۵٫۰۳ متر بالاتر از سطح دریا واقع شده‌است.